# Сельцо (Старицкий район)
Сельцо — деревня в Старицком районе Тверской области. Входит в состав Ново-Ямского сельского поселения.

## География
Находится в южной части Тверской области у северной границы районного центра города Старица на правом берегу Волги.

## История
Известна с 1537 года, когда была подарена князем Андреем Старицким местному Успенскому монастырю. В 1859 году здесь (деревня Старицкого уезда) было учтено 59 дворов, в 1941—113.

## Население
Численность населения: 415 человек (1859 год), 263 (русские 93 %) в 2002 году, 286 в 2010.